# 濟利姆河
濟利姆河是俄羅斯的河流，屬於別拉亞河的右支流，位於巴什科爾托斯坦共和國，河道全長215公里，流域面積3,280平方公里，該河是熱門的旅遊路線。
54°23′33″N 56°28′03″E / 54.39250°N 56.46750°E